# Emily VanCamp

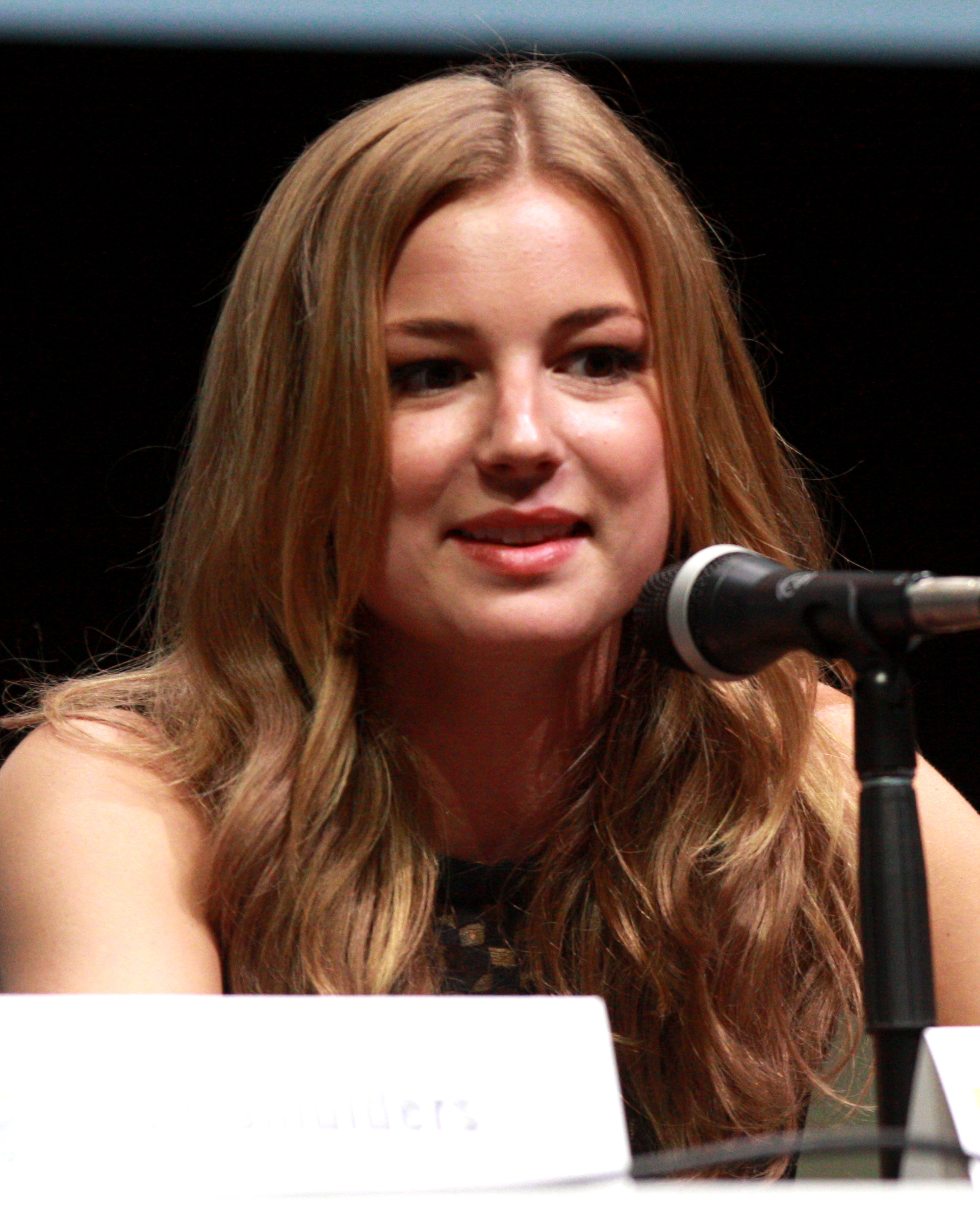
Emily VanCamp (2013)

Emily Irene VanCamp (* 12. Mai 1986 in Scugog, Ontario) ist eine kanadische Schauspielerin.

## Leben
Emily VanCamp wurde im kanadischen Port Perry, einem Ortsteil der Gemeinde Scugog, geboren und ist mit drei Geschwistern aufgewachsen. Neben ihrer Muttersprache Französisch spricht sie fließend Englisch und Spanisch. Im Alter von zwölf Jahren besuchte sie die Tanzschule L’Ecole Superieure de Danse de Quebec in Montréal, anschließend wechselte sie zur Ballettgruppe Les Grands Ballets Canadiens de Montréal. Nachdem sie ihre Schwester Katie 1999 bei Dreharbeiten zum Film Ladies Room besucht hatte, wollte sie ebenfalls Schauspielerin werden.
VanCamp lebt in Los Angeles. Seit 2011 ist sie mit ihrem Serienpartner aus der Serie  Revenge, Josh Bowman, liiert und seit Mai 2017 mit ihm verlobt. Am 15. Dezember 2018 heiratete das Paar. Die beiden haben zwei gemeinsame Töchter, geboren 2021 und 2024.

## Karriere
Zunächst spielte sie kleine Rollen in Fernsehserien und Filmen wie in No Good Deed mit Samuel L. Jackson und Milla Jovovich. 2002 war Emily VanCamp in einer Nebenrolle in der Mysteryserie Glory Days zu sehen. Der Produzent Greg Berlanti, der unter anderem für die Jugendserie Dawson’s Creek verantwortlich zeichnet, wurde auf die junge Schauspielerin aufmerksam und setzte sie in seiner neuen Serie Everwood ein. Darin verkörperte VanCamp von 2002 bis zum Ende der Serie im Jahr 2006 die Rolle der High-School-Schülerin Amy Abbott neben Treat Williams und Gregory Smith. Mit dieser Rolle erlangte sie nationale als auch internationale Bekanntheit.
Es folgten weitere Rollen in Filmen wie Carriers und Black Irish sowie ein Kurzauftritt in dem Horrorfilm The Ring 2. Ihr Entdecker Greg Berlanti gab der Schauspielerin auch in seiner nächsten Serie eine Rolle. So stand sie von 2006 bis 2011 neben Sally Field und Dave Annable für die Dramaserie Brothers & Sisters vor der Kamera. Im Juli 2010 wurde VanCamps Ausstieg gegen Anfang der fünften Staffel bekannt. Im selben Jahr drehte VanCamp den Fernseh-Zweiteiler Ben Hur, in dem sie die Verlobte der Titelfigur verkörperte. Sie wirkte außerdem in der Komödie Norman mit und stand für den Film Beyond the Blackboard in New Mexico vor der Kamera. Von 2011 bis 2015 spielte sie die weibliche Hauptrolle der Emily Thorne in der Fernsehserie Revenge.
2014 verkörperte sie in The Return of the First Avenger die Rolle der Sharon Carter alias Agent 13. Diese spielte sie auch 2016 in The First Avenger: Civil War und in der Serie The Falcon and the Winter Soldier.
VanCamps deutsche Synchronsprecherin ist Magdalena Turba.

## Auszeichnungen
Für ihre Leistung in der Serie Everwood war VanCamp in den Jahren 2003, 2004 und 2005 als Beste Fernsehdarstellerin in einer Dramaserie für einen Teen Choice Award nominiert sowie ein Mal für einen Young Artist Award. Im Oktober 2010 wurde sie beim San Diego Film Festival für ihre Hauptrolle in Norman als beste Hauptdarstellerin ausgezeichnet.

## Filmografie
- 1999: Radio Active (Fernsehserie)
- 2000: Grusel, Grauen, Gänsehaut (Are You Afraid of the Dark?, Fernsehserie, 3 Folgen)
- 2000: Jackie Bouvier Kennedy Onassis (Miniserie)
- 2001: All Souls (Fernsehserie)
- 2001: Lost and Delirious
- 2001: Dice (Miniserie)
- 2002: Glory Days (Fernsehserie)
- 2002: Redeemer (Fernsehfilm)
- 2002–2006: Everwood (Fernsehserie)
- 2003: No Good Deed
- 2004: The Third Identity – Im Bann der Macht (A Different Loyalty)
- 2005: The Ring 2
- 2006: Black Irish
- 2006–2011: Brothers & Sisters (Fernsehserie)
- 2006: Law & Order: Special Victims Unit (Fernsehserie)
- 2008: The Art Of Living
- 2009: Carriers
- 2010: Ben Hur (zweiteilige Miniserie)
- 2010: Norman
- 2010: Beyond the Blackboard (Fernsehfilm)
- 2011–2015: Revenge (Fernsehserie)
- 2014: The Return of the First Avenger (Captain America: The Winter Soldier)
- 2015: The Girl in the Book
- 2016: The First Avenger: Civil War (Captain America: Civil War)
- 2016: Boundaries (Pays)
- 2018–2021: Atlanta Medical (The Resident, Fernsehserie, 74 Folgen)
- 2021: The Falcon and the Winter Soldier (Fernsehserie, 4 Folgen)
- 2021, 2024: What If…? (Fernsehserie, 2 Folgen, Stimme)
- 2023: Miranda’s Victim